# North American Soccer League 1980
Navigation
NASL 1979 NASL 1981
La North American Soccer League 1980 est la treizième édition de la North American Soccer League. Vingt-quatre équipes s'inscrivent au championnat. Les clubs sont répartis en deux conférences (Nationale et Américaine) et six poules géographiques de quatre équipes.
Les huit meilleures équipes de chaque Conférence (en nombre de points, toutes poules confondues) se qualifient pour la phase finale. Tous les matchs de phase finale sont joués en match aller-retour, sauf la finale jouée sur un match sur terrain neutre. Comme dans d'autres compétitions organisées en Amérique (Ligue nationale de hockey ou NBA), il n'y a ni promotion, ni relégation, un système de franchises est mis en place.
C'est le club de Cosmos de New York qui remporte cette édition en battant lors de la finale les Strikers de Fort Lauderdale. C'est le 3e titre pour le Cosmos en quatre saisons, et le 4e titre de l'histoire du club.

## Les 24 franchises participantes
| Tea Men Rowdies de Tampa Bay Strikers de Fort Lauderdale Fury de Philadelphie Express de Detroit Sting de Chicago Rogues de Memphis Hurricane de Houston Sockers de San Diego Surf de Californie Drillers d'Edmonton Earthquakes de San José |

| - Division Est - Strikers de Fort Lauderdale - Tea Men de la Nouvelle-Angleterre - Fury de Philadelphie - Rowdies de Tampa Bay | - Division Centrale - Sting de Chicago - Express de Detroit - Hurricane de Houston - Rogues de Memphis | - Division Ouest - Surf de Californie - Drillers d'Edmonton - Sockers de San Diego - Earthquakes de San José |  |

| Tea Men Rowdies de Tampa Bay Strikers de Fort Lauderdale Fury de Philadelphie Express de Detroit Sting de Chicago Rogues de Memphis Hurricane de Houston Sockers de San Diego Surf de Californie Drillers d'Edmonton Earthquakes de San José |

| - Division Est - Strikers de Fort Lauderdale - Tea Men de la Nouvelle-Angleterre - Fury de Philadelphie - Rowdies de Tampa Bay | - Division Centrale - Sting de Chicago - Express de Detroit - Hurricane de Houston - Rogues de Memphis | - Division Ouest - Surf de Californie - Drillers d'Edmonton - Sockers de San Diego - Earthquakes de San José |  |

| Cosmos Diplomats de Washington Toronto Rochester Kicks du Minnesota Roughnecks de Tulsa Tornado de Dallas Chiefs d'Atlanta Whitecaps de Vancouver Timbers de Portland Sounders de Seattle Aztecs de Los Angeles |

| - Division Est - Cosmos de New York - Lancers de Rochester - Blizzard de Toronto - Diplomats de Washington | - Division Centrale - Chiefs d'Atlanta - Tornado de Dallas - Kicks du Minnesota - Roughnecks de Tulsa | - Division Ouest - Aztecs de Los Angeles - Timbers de Portland - Sounders de Seattle - Whitecaps de Vancouver |  |

| Cosmos Diplomats de Washington Toronto Rochester Kicks du Minnesota Roughnecks de Tulsa Tornado de Dallas Chiefs d'Atlanta Whitecaps de Vancouver Timbers de Portland Sounders de Seattle Aztecs de Los Angeles |

| - Division Est - Cosmos de New York - Lancers de Rochester - Blizzard de Toronto - Diplomats de Washington | - Division Centrale - Chiefs d'Atlanta - Tornado de Dallas - Kicks du Minnesota - Roughnecks de Tulsa | - Division Ouest - Aztecs de Los Angeles - Timbers de Portland - Sounders de Seattle - Whitecaps de Vancouver |  |

## Format
Les clubs sont répartis en 2 conférences (Américaine et Nationale). Chaque conférence étant composée de trois divisions (Ouest, Centrale et Est) sur le modèle de la NFL.
Toutes les équipes disputent 32 rencontres réparties comme suit : 
- 2 rencontres (une à domicile et une à l'extérieur) contre les équipes de sa division soit six matchs en tout
- sur les huit autres équipes de la même conférence, quatre sont affrontées en aller-retour, quatre sur un simple match (2 à domicile et 2 à l'extérieur) ce qui fait douze rencontres
- 2 rencontres (une à domicile et une à l'extérieur) contre les équipes de la conférence opposée qui ont le même nom de division soit huit matchs en tout
- sur les huit autres équipes de la conférence opposée, six sont affrontées sur un simple match (3 à domicile et 3 à l'extérieur) ce qui fait six rencontres.

Il n'y a pas de match nul. En cas d'égalité au bout de 90 minutes, une prolongation avec but en or de 15 minutes est jouée. Si elle achève sans but, une séance de tirs au but a lieu. Contrairement à une séance de tirs au but classique, les joueurs partent des 35 yards (environ 32 mètres du but) et ont cinq secondes pour tirer au but.
Le barème de points est le suivant :
- Victoire : 6 points
- Défaite : 0 point
- Un point de bonus est accordé par but marqué dans la limite de 3 buts par match. Il est à noter qu'une séance de tirs au but remportée vaut un but et donc un point supplémentaire tant qu'on est dans cette limite de 3 buts.

Les deux premiers de chaque division se qualifient pour les séries éliminatoires. Les deux meilleurs bilans restants de chaque conférence également.

## Phase régulière

### Conférence Américaine

#### Division Est
| Rang | Équipe                            | Pts | J  | G  | N | P  | Bp | Bc | Diff | Bon |
| ---- | --------------------------------- | --- | -- | -- | - | -- | -- | -- | ---- | --- |
| 1    | Rowdies de Tampa Bay              | 168 | 32 | 19 | 0 | 13 | 61 | 50 | +11  | 54  |
| 2    | Strikers de Fort Lauderdale       | 163 | 32 | 18 | 0 | 14 | 61 | 55 | +6   | 55  |
| 3    | Tea Men de la Nouvelle-Angleterre | 154 | 32 | 18 | 0 | 14 | 54 | 56 | -2   | 46  |
| 4    | Fury de Philadelphie              | 98  | 32 | 10 | 0 | 22 | 42 | 68 | -26  | 38  |

- Qualification directe pour les séries éliminatoires
- Wild-card pour les séries éliminatoires

#### Division Centrale
| Rang | Équipe               | Pts | J  | G  | N | P  | Bp | Bc | Diff | Bon |
| ---- | -------------------- | --- | -- | -- | - | -- | -- | -- | ---- | --- |
| 1    | Sting de Chicago     | 187 | 32 | 21 | 0 | 11 | 80 | 50 | +30  | 61  |
| 2    | Hurricane de Houston | 130 | 32 | 14 | 0 | 18 | 56 | 69 | -13  | 46  |
| 3    | Express de Detroit   | 129 | 32 | 14 | 0 | 18 | 51 | 52 | -1   | 45  |
| 4    | Rogues de Memphis    | 126 | 32 | 14 | 0 | 18 | 49 | 57 | -8   | 42  |

- Qualification directe pour les séries éliminatoires

#### Division Ouest
| Rang | Équipe                  | Pts | J  | G  | N | P  | Bp | Bc | Diff | Bon |
| ---- | ----------------------- | --- | -- | -- | - | -- | -- | -- | ---- | --- |
| 1    | Drillers d'Edmonton     | 149 | 32 | 17 | 0 | 15 | 58 | 51 | +7   | 47  |
| 2    | Surf de Californie      | 144 | 32 | 15 | 0 | 17 | 61 | 67 | -6   | 54  |
| 3    | Sockers de San Diego    | 140 | 32 | 16 | 0 | 16 | 53 | 51 | +2   | 44  |
| 4    | Earthquakes de San José | 95  | 32 | 9  | 0 | 23 | 45 | 68 | -23  | 41  |

- Qualification directe pour les séries éliminatoires
- Wild-card pour les séries éliminatoires

### Conférence Nationale

#### Division Est
| Rang | Équipe                  | Pts | J  | G  | N | P  | Bp | Bc | Diff | Bon |
| ---- | ----------------------- | --- | -- | -- | - | -- | -- | -- | ---- | --- |
| 1    | Cosmos de New York      | 213 | 32 | 24 | 0 | 8  | 87 | 41 | +46  | 69  |
| 2    | Diplomats de Washington | 159 | 32 | 17 | 0 | 15 | 72 | 61 | +11  | 57  |
| 3    | Blizzard de Toronto     | 128 | 32 | 14 | 0 | 18 | 49 | 65 | -16  | 44  |
| 4    | Lancers de Rochester    | 109 | 32 | 12 | 0 | 20 | 42 | 67 | -25  | 37  |

- Qualification directe pour les séries éliminatoires

#### Division Centrale
| Rang | Équipe              | Pts | J  | G  | N | P  | Bp | Bc | Diff | Bon |
| ---- | ------------------- | --- | -- | -- | - | -- | -- | -- | ---- | --- |
| 1    | Tornado de Dallas   | 157 | 32 | 18 | 0 | 14 | 57 | 58 | -1   | 49  |
| 2    | Kicks du Minnesota  | 147 | 32 | 16 | 0 | 16 | 66 | 56 | +10  | 51  |
| 3    | Roughnecks de Tulsa | 139 | 32 | 15 | 0 | 17 | 56 | 62 | -6   | 49  |
| 4    | Chiefs d'Atlanta    | 74  | 32 | 7  | 0 | 25 | 34 | 84 | -50  | 32  |

- Qualification directe pour les séries éliminatoires
- Wild-card pour les séries éliminatoires

#### Division Ouest
| Rang | Équipe                   | Pts | J  | G  | N | P  | Bp | Bc | Diff | Bon |
| ---- | ------------------------ | --- | -- | -- | - | -- | -- | -- | ---- | --- |
| 1    | Sounders de Seattle      | 207 | 32 | 25 | 0 | 7  | 74 | 31 | +43  | 57  |
| 2    | Aztecs de Los Angeles    | 174 | 32 | 20 | 0 | 12 | 61 | 52 | +9   | 54  |
| 3    | Whitecaps de Vancouver T | 139 | 32 | 16 | 0 | 16 | 52 | 47 | +5   | 43  |
| 4    | Timbers de Portland      | 133 | 32 | 15 | 0 | 17 | 50 | 53 | -3   | 43  |

- Qualification directe pour les séries éliminatoires
- Wild-card pour les séries éliminatoires

T : Tenant du titre

### Résultats
Source : wildstat.com

#### Matchs intra-division

##### Conférence Américaine
| Résultats (▼dom., ►ext.)                                   | FOR | N-A | PHI | TAM |
| Strikers de Fort Lauderdale                                |     | 3-0 | 4-2 | 1-2 |
| Tea Men de la Nouvelle-Angleterre                          | 1-2 |     | 4-0 | 1-0 |
| Fury de Philadelphie                                       | 2-0 | 5-2 |     | 1-2 |
| Rowdies de Tampa Bay                                       | 1-0 | 2-1 | 3-1 |     |
| - Victoire à domicile - Match nul - Victoire à l'extérieur |     |     |     |     |

| Résultats (▼dom., ►ext.)                                   | CHI  | DET  | HOU | MEM |
| Sting de Chicago                                           |      | 3-2  | 7-2 | 2-0 |
| Express de Detroit                                         | 1-2A |      | 2-0 | 4-2 |
| Hurricane de Houston                                       | 1-0A | 4-3A |     | 1-0 |
| Rogues de Memphis                                          | 3-2  | 2-3  | 6-1 |     |
| - Victoire à domicile - Match nul - Victoire à l'extérieur |      |      |     |     |

| Résultats (▼dom., ►ext.)                                   | CAL  | EDM | SAD | SAJ |
| Surf de Californie                                         |      | 2-0 | 5-1 | 3-2 |
| Drillers d'Edmonton                                        | 1-0  |     | 1-0 | 4-2 |
| Sockers de San Diego                                       | 2-1A | 0-2 |     | 2-3 |
| Earthquakes de San José                                    | 5-1  | 1-0 | 2-3 |     |
| - Victoire à domicile - Match nul - Victoire à l'extérieur |      |     |     |     |

##### Conférence Nationale
| Résultats (▼dom., ►ext.)                                   | COS  | ROC | TOR | WAS  |
| Cosmos de New York                                         |      | 5-0 | 3-1 | 1-2A |
| Lancers de Rochester                                       | 2-4  |     | 3-1 | 1-2  |
| Blizzard de Toronto                                        | 1-3  | 3-0 |     | 1-0  |
| Diplomats de Washington                                    | 1-2A | 4-2 | 6-0 |      |
| - Victoire à domicile - Match nul - Victoire à l'extérieur |      |     |     |      |

| Résultats (▼dom., ►ext.)                                   | ATL | DAL | MIN | TUL |
| Chiefs d'Atlanta                                           |     | 3-4 | 1-2 | 1-5 |
| Tornado de Dallas                                          | 2-0 |     | 2-1 | 3-1 |
| Kicks du Minnesota                                         | 3-2 | 2-1 |     | 5-4 |
| Roughnecks de Tulsa                                        | 5-0 | 2-1 | 1-2 |     |
| - Victoire à domicile - Match nul - Victoire à l'extérieur |     |     |     |     |

| Résultats (▼dom., ►ext.)                                   | LOS  | POR | SEA  | VAN |
| Aztecs de Los Angeles                                      |      | 1-0 | 1-2  | 2-1 |
| Timbers de Portland                                        | 3-2A |     | 0-1  | 5-1 |
| Sounders de Seattle                                        | 4-1  | 1-0 |      | 1-0 |
| Whitecaps de Vancouver                                     | 2-1A | 2-3 | 1-0A |     |
| - Victoire à domicile - Match nul - Victoire à l'extérieur |      |     |      |     |

#### Matchs inter-division
| Résultats (▼dom., ►ext.)                                   | FOR  | N-A  | PHI | TAM  | CHI  | DET  | HOU  | MEM  | CAL | EDM  | SAD  | SAJ  | COS  | ROC | TOR  | WAS  | ATL  | DAL  | MIN  | TUL  | LOS  | POR  | SEA  | VAN  |
| Strikers de Fort Lauderdale                                |      |      |     |      |      | 3-1  | 1-0  | 2-1  | 2-1 | 2-3  |      | 4-0  | 4-1  | 2-0 | 2-0  | 2-1  |      | 2-5  |      |      |      | 4-2  | 0-4  |      |
| Tea Men de la Nouvelle-Angleterre                          |      |      |     |      | 4-3  |      | 1-2  | 3-1  |     | 2-1  | 3-2  | 3-1  | 2-1  | 2-0 | 3-2A | 1-0  |      |      | 3-2  |      |      | 2-1  | 0-2  |      |
| Fury de Philadelphie                                       |      |      |     |      | 1-0  | 2-3  |      | 0-1  | 0-2 | 2-4  | 4-2  |      | 2-1  | 1-2 | 4-2  | 1-2  | 2-0  |      |      |      | 1-2  |      |      | 0-1  |
| Rowdies de Tampa Bay                                       |      |      |     |      | 1-2  | 3-2  | 3-1  |      | 1-3 |      | 2-0  | 4-1  | 4-3A | 2-0 | 5-1  | 3-2A |      |      |      | 3-1  | 1-2  |      |      | 3-2  |
| Sting de Chicago                                           | 3-1  | 5-2  |     | 1-2  |      |      |      |      | 3-2 | 2-1  |      | 4-1  |      |     | 3-0  | 5-2  | 1-0  | 2-3  | 2-0  | 7-1  |      |      | 1-3  |      |
| Express de Detroit                                         | 3-2  | 1-0  | 1-2 |      |      |      |      |      | 1-2 |      | 1-0A | 0-1A | 1-0A | 2-1 |      |      | 3-0  | 5-1  | 1-0  | 0-1A |      |      |      | 0-1  |
| Hurricane de Houston                                       |      | 1-2  | 2-0 | 3-2  |      |      |      |      | 4-5 | 2-1  | 0-3  |      | 3-4A | 6-2 |      |      | 2-0  | 3-2A | 1-2A | 0-1  | 2-3  |      |      |      |
| Rogues de Memphis                                          | 2-1A |      | 2-3 | 2-0  |      |      |      |      |     | 0-1A | 1-2  | 1-0A |      |     | 0-2  | 1-2  | 4-3  | 2-4  | 3-4  | 1-0  |      | 2-1  |      |      |
| Surf de Californie                                         | 2-3  | 1-4  | 3-1 |      | 0-2  |      | 1-0  | 2-3  |     |      |      |      | 1-4  |     |      |      |      | 2-1  | 1-0  |      | 2-3  | 5-1  | 2-3  | 1-3  |
| Drillers d'Edmonton                                        | 2-3  |      | 5-0 | 2-0  | 2-1  | 3-2A | 0-2  |      |     |      |      |      |      |     | 1-0  |      | 5-1  |      |      | 1-3  | 5-1  | 1-2  | 3-1  | 2-4  |
| Sockers de San Diego                                       | 0-1  | 4-0  |     | 3-0  | 3-2  | 1-0  |      | 0-1  |     |      |      |      |      |     |      | 2-0  | 4-0  |      |      | 2-1A | 2-0  | 1-0  | 2-3  | 3-2  |
| Earthquakes de San José                                    |      | 0-1A | 2-1 | 0-3  |      | 3-1  | 3-0  | 0-1  |     |      |      |      |      | 1-2 |      |      |      | 1-2  | 1-2  |      | 1-2  | 2-3  | 0-1  | 2-0  |
| Cosmos de New-York                                         | 2-0  | 2-1  | 2-1 | 4-2  |      |      |      | 4-0  |     | 3-2  | 5-0  |      |      |     |      |      | 6-0  | 2-0  | 2-1A |      | 4-1  | 4-1  | 3-1  |      |
| Lancers de Rochester                                       | 5-2  | 0-1  | 1-0 | 2-0  | 1-4  |      |      |      |     | 0-1  | 3-1  |      |      |     |      |      | 0-2  |      | 1-0A | 2-1A | 1-3  | 2-0  |      | 1-2A |
| Blizzard de Toronto                                        | 2-1  | 3-0  | 2-0 | 1-4  |      | 1-2  |      |      | 4-1 |      |      | 3-2A |      |     |      |      | 3-2A | 4-2  |      | 2-0  | 2-1A |      | 1-3  | 1-2  |
| Diplomats de Washington                                    | 1-2  | 4-1  | 3-1 | 2-1  |      |      | 6-3  |      | 3-1 |      |      | 5-4  |      |     |      |      |      | 4-2  | 3-2  | 5-1  |      | 2-4  | 3-2  | 2-0  |
| Chiefs d'Atlanta                                           | 2-1  | 2-1  |     |      | 1-2A | 3-1  | 1-3  | 0-3  |     |      |      | 1-2  | 2-3  |     | 3-1  | 2-1A |      |      |      |      |      | 2-1  | 0-3  | 0-4  |
| Tornado de Dallas                                          |      |      | 2-0 | 1-0A | 4-2  | 2-1  | 1-0  | 2-0  |     |      | 2-0  |      | 1-4  | 1-0 | 0-2  |      |      |      |      |      | 0-1A | 2-3  |      | 2-1  |
| Kicks du Minnesota                                         |      |      | 6-1 | 4-1  | 1-2  | 4-2  | 1-0  | 1-2A |     | 0-1  |      |      |      | 5-1 | 1-2  | 5-1  |      |      |      |      | 1-2  | 2-1A | 3-2  |      |
| Roughnecks de Tulsa                                        | 2-1  | 2-1A |     |      | 3-1  | 0-1  | 3-4A | 3-0  | 2-3 |      |      |      | 2-1  | 3-2 |      | 2-1  |      |      |      |      | 0-3  |      | 0-1A | 2-0  |
| Aztecs de Los Angeles                                      | 2-3  |      |     |      | 1-2  |      |      | 3-2  | 5-1 | 6-2  | 2-5  | 1-0  | 2-0  |     | 1-0  | 2-1  | 1-0  |      | 3-1  | 0-1  |      |      |      |      |
| Timbers de Portland                                        |      |      |     | 0-1  |      | 2-1  | 0-1  |      | 1-3 | 4-1  | 1-0  | 2-1  |      | 0-1 | 2-1  | 2-1  | 1-0  | 0-1A |      | 4-2  |      |      |      |      |
| Sounders de Seattle                                        |      |      | 0-1 |      |      | 1-0  | 3-2  |      | 1-0 | 2-0  | 3-2  | 4-0  | 0-1  | 5-1 | 5-0  |      |      | 5-0  | 3-2  | 4-1  |      |      |      |      |
| Whitecaps de Vancouver                                     |      | 1-2  |     |      | 1-2A |      |      | 1-0  | 1-2 | 1-0  | 0-1A | 4-1  | 0-3  | 1-3 |      | 2-0  | 5-0  | 3-1  | 3-1  |      |      |      |      |      |
| - Victoire à domicile - Match nul - Victoire à l'extérieur |      |      |     |      |      |      |      |      |     |      |      |      |      |     |      |      |      |      |      |      |      |      |      |      |

A Quand un score est suivi d'une lettre, cela signifie que le match en question s'est terminé par une séance de tirs au but. Si le score inscrit est 3-2, cela signifie que l'équipe gagnante a remporté la séance de tirs au but après un match nul 2-2 à l'issue de la prolongation.

## Séries éliminatoires

### Règlement
- Dans chaque conférence, les deux premières équipes de chaque division sont qualifiées pour les séries éliminatoires. Les deux meilleurs bilans restants également.
- Les quarts de finales de conférence se disputent en deux manches, avec match retour sur le terrain de la tête de série la plus élevée. Chaque match doit avoir un gagnant. Au bout de 90 minutes, en cas d'égalité, une prolongation de 30 minutes est disputée. S'il y a toujours égalité, une séance de tirs au but a lieu. Si chaque équipe gagne un match, une prolongation de 30 minutes a lieu immédiatement après le second match. Une séance de tirs au but a lieu s'il y a toujours égalité.
- En demi-finale de conférence, l'équipe qui a eu le plus de points en saison régulière dans chaque conférence affronte l'équipe qui en a eu le moins. Les deux autres s'affrontant alors.
- Les demi et finales de conférence se déroulent en deux manches avec match retour sur le terrain de l'équipe la mieux classée en termes de points. Ainsi, par exemple, les Drillers d'Edmonton reçoivent lors du match retour lors des demi-finales de conférence. Chaque match doit avoir un gagnant. Au bout de 90 minutes, en cas d'égalité, une prolongation de 30 minutes est disputée si nécessaire. S'il y a toujours égalité, une séance de tirs au but a lieu. Si chaque équipe gagne un match, une prolongation de 30 minutes a lieu immédiatement après le second match. Une séance de tirs au but a lieu s'il y a toujours égalité.
- Le Soccer Bowl a lieu à Washington sur un seul match. Au bout de 90 minutes, en cas d'égalité, une prolongation de 30 minutes avec but en or a lieu. S'il n'y a pas de but, une séance de tirs au but a lieu.

### Qualifiés
| Place | Premiers de poule                 | Pts |
| ----- | --------------------------------- | --- |
| 1     | Sting de Chicago                  | 187 |
| 2     | Rowdies de Tampa Bay              | 168 |
| 3     | Drillers d'Edmonton               | 149 |
|       | Deuxièmes                         |     |
| 4     | Strikers de Fort Lauderdale       | 163 |
| 5     | Surf de Californie                | 144 |
| 6     | Hurricane de Houston              | 130 |
|       | Wild-cards                        |     |
| 7     | Tea Men de la Nouvelle-Angleterre | 154 |
| 8     | Sockers de San Diego              | 140 |

| Place | Premiers de poule       | Pts |
| ----- | ----------------------- | --- |
| 1     | Cosmos de New York      | 213 |
| 2     | Sounders de Seattle     | 207 |
| 3     | Tornado de Dallas       | 157 |
|       | Deuxièmes               |     |
| 4     | Aztecs de Los Angeles   | 174 |
| 5     | Diplomats de Washington | 159 |
| 6     | Kicks du Minnesota      | 147 |
|       | Wild-cards              |     |
| 7     | Whitecaps de Vancouver  | 139 |
| 8     | Roughnecks de Tulsa     | 139 |

### Tableau
|  | Quarts de finale de Conférence       | Quarts de finale de Conférence       | Quarts de finale de Conférence | Quarts de finale de Conférence |                                |                                | Demi-finales de Conférence | Demi-finales de Conférence | Demi-finales de Conférence | Demi-finales de Conférence |  |  | Finales de Conférence   | Finales de Conférence   | Finales de Conférence   | Finales de Conférence   |  |  | Soccer Bowl '80                | Soccer Bowl '80                | Soccer Bowl '80                | Soccer Bowl '80                |
|  |                                      |                                      |                                |                                |                                |                                |                            |                            |                            |                            |  |  |                         |                         |                         |                         |  |  |                                |                                |                                |                                |
|  | 27 et 30 août 1980                   | 27 et 30 août 1980                   | 27 et 30 août 1980             | 27 et 30 août 1980             |                                |                                | 4 et 7 septembre 1980      | 4 et 7 septembre 1980      | 4 et 7 septembre 1980      | 4 et 7 septembre 1980      |  |  | 11 et 13 septembre 1980 | 11 et 13 septembre 1980 | 11 et 13 septembre 1980 | 11 et 13 septembre 1980 |  |  | 21 septembre 1980 à Washington | 21 septembre 1980 à Washington | 21 septembre 1980 à Washington | 21 septembre 1980 à Washington |
|  | A1 Sting de Chicago                  | A1 Sting de Chicago                  | 1 - 3 - 1 (0)                  | 1 - 3 - 1 (0)                  |                                |                                | 4 et 7 septembre 1980      | 4 et 7 septembre 1980      | 4 et 7 septembre 1980      | 4 et 7 septembre 1980      |  |  | 11 et 13 septembre 1980 | 11 et 13 septembre 1980 | 11 et 13 septembre 1980 | 11 et 13 septembre 1980 |  |  | 21 septembre 1980 à Washington | 21 septembre 1980 à Washington | 21 septembre 1980 à Washington | 21 septembre 1980 à Washington |
|  | A1 Sting de Chicago                  | A1 Sting de Chicago                  | 1 - 3 - 1 (0)                  | 1 - 3 - 1 (0)                  |                                |                                | 4 et 7 septembre 1980      | 4 et 7 septembre 1980      | 4 et 7 septembre 1980      | 4 et 7 septembre 1980      |  |  | 11 et 13 septembre 1980 | 11 et 13 septembre 1980 | 11 et 13 septembre 1980 | 11 et 13 septembre 1980 |  |  | 21 septembre 1980 à Washington | 21 septembre 1980 à Washington | 21 septembre 1980 à Washington | 21 septembre 1980 à Washington |
|  | A8 Sockers de San Diego              | A8 Sockers de San Diego              | 2 - 2 - 1 (3)                  | 2 - 2 - 1 (3)                  |                                |                                | 4 et 7 septembre 1980      | 4 et 7 septembre 1980      | 4 et 7 septembre 1980      | 4 et 7 septembre 1980      |  |  | 11 et 13 septembre 1980 | 11 et 13 septembre 1980 | 11 et 13 septembre 1980 | 11 et 13 septembre 1980 |  |  | 21 septembre 1980 à Washington | 21 septembre 1980 à Washington | 21 septembre 1980 à Washington | 21 septembre 1980 à Washington |
|  | A8 Sockers de San Diego              | A8 Sockers de San Diego              | 2 - 2 - 1 (3)                  | 2 - 2 - 1 (3)                  | A8 Sockers de San Diego        | A8 Sockers de San Diego        | 6 - 0 - 1 (2)              | 6 - 0 - 1 (2)              |                            |                            |  |  | 11 et 13 septembre 1980 | 11 et 13 septembre 1980 | 11 et 13 septembre 1980 | 11 et 13 septembre 1980 |  |  | 21 septembre 1980 à Washington | 21 septembre 1980 à Washington | 21 septembre 1980 à Washington | 21 septembre 1980 à Washington |
|  | 27 et 30 août 1980                   |                                      |                                |                                | A8 Sockers de San Diego        | A8 Sockers de San Diego        | 6 - 0 - 1 (2)              | 6 - 0 - 1 (2)              |                            |                            |  |  | 11 et 13 septembre 1980 | 11 et 13 septembre 1980 | 11 et 13 septembre 1980 | 11 et 13 septembre 1980 |  |  | 21 septembre 1980 à Washington | 21 septembre 1980 à Washington | 21 septembre 1980 à Washington | 21 septembre 1980 à Washington |
|  |                                      |                                      | A2 Rowdies de Tampa Bay        | A2 Rowdies de Tampa Bay        | 3 - 6 - 1 (0)                  | 3 - 6 - 1 (0)                  |                            |                            |                            |                            |  |  | 11 et 13 septembre 1980 | 11 et 13 septembre 1980 | 11 et 13 septembre 1980 | 11 et 13 septembre 1980 |  |  | 21 septembre 1980 à Washington | 21 septembre 1980 à Washington | 21 septembre 1980 à Washington | 21 septembre 1980 à Washington |
|  | A2 Rowdies de Tampa Bay              | A2 Rowdies de Tampa Bay              | A2 Rowdies de Tampa Bay        | A2 Rowdies de Tampa Bay        | 3 - 6 - 1 (0)                  | 3 - 6 - 1 (0)                  | 1 - 4                      | 1 - 4                      |                            |                            |  |  | 11 et 13 septembre 1980 | 11 et 13 septembre 1980 | 11 et 13 septembre 1980 | 11 et 13 septembre 1980 |  |  | 21 septembre 1980 à Washington | 21 septembre 1980 à Washington | 21 septembre 1980 à Washington | 21 septembre 1980 à Washington |
|  | A2 Rowdies de Tampa Bay              | A2 Rowdies de Tampa Bay              | 3 et 6 septembre 1980          |                                |                                |                                | 1 - 4                      | 1 - 4                      |                            |                            |  |  | 11 et 13 septembre 1980 | 11 et 13 septembre 1980 | 11 et 13 septembre 1980 | 11 et 13 septembre 1980 |  |  | 21 septembre 1980 à Washington | 21 septembre 1980 à Washington | 21 septembre 1980 à Washington | 21 septembre 1980 à Washington |
|  | A7 Tea Men de la Nouvelle-Angleterre | A7 Tea Men de la Nouvelle-Angleterre | 0 - 0                          | 0 - 0                          |                                |                                |                            |                            |                            |                            |  |  | 11 et 13 septembre 1980 | 11 et 13 septembre 1980 | 11 et 13 septembre 1980 | 11 et 13 septembre 1980 |  |  | 21 septembre 1980 à Washington | 21 septembre 1980 à Washington | 21 septembre 1980 à Washington | 21 septembre 1980 à Washington |
|  | A7 Tea Men de la Nouvelle-Angleterre | A7 Tea Men de la Nouvelle-Angleterre | 0 - 0                          | 0 - 0                          | A8 Sockers de San Diego        | A8 Sockers de San Diego        | 1 - 4 - 0                  | 1 - 4 - 0                  |                            |                            |  |  |                         |                         |                         |                         |  |  | 21 septembre 1980 à Washington | 21 septembre 1980 à Washington | 21 septembre 1980 à Washington | 21 septembre 1980 à Washington |
|  | 27 et 31 août 1980                   |                                      |                                |                                | A8 Sockers de San Diego        | A8 Sockers de San Diego        | 1 - 4 - 0                  | 1 - 4 - 0                  |                            |                            |  |  |                         |                         |                         |                         |  |  | 21 septembre 1980 à Washington | 21 septembre 1980 à Washington | 21 septembre 1980 à Washington | 21 septembre 1980 à Washington |
|  |                                      |                                      | A4 Strikers de Fort Lauderdale | A4 Strikers de Fort Lauderdale | 2 - 2 - 3                      | 2 - 2 - 3                      |                            |                            |                            |                            |  |  |                         |                         |                         |                         |  |  | 21 septembre 1980 à Washington | 21 septembre 1980 à Washington | 21 septembre 1980 à Washington | 21 septembre 1980 à Washington |
|  | A3 Drillers d'Edmonton               | A3 Drillers d'Edmonton               | A4 Strikers de Fort Lauderdale | A4 Strikers de Fort Lauderdale | 2 - 2 - 3                      | 2 - 2 - 3                      | 2 - 0 - 1                  | 2 - 0 - 1                  |                            |                            |  |  |                         |                         |                         |                         |  |  | 21 septembre 1980 à Washington | 21 septembre 1980 à Washington | 21 septembre 1980 à Washington | 21 septembre 1980 à Washington |
|  | A3 Drillers d'Edmonton               | A3 Drillers d'Edmonton               | 11 et 13 septembre 1980        |                                |                                |                                | 2 - 0 - 1                  | 2 - 0 - 1                  |                            |                            |  |  |                         |                         |                         |                         |  |  | 21 septembre 1980 à Washington | 21 septembre 1980 à Washington | 21 septembre 1980 à Washington | 21 septembre 1980 à Washington |
|  | A6 Hurricane de Houston              | A6 Hurricane de Houston              | 1 - 1 - 0                      | 1 - 1 - 0                      |                                |                                |                            |                            |                            |                            |  |  |                         |                         |                         |                         |  |  | 21 septembre 1980 à Washington | 21 septembre 1980 à Washington | 21 septembre 1980 à Washington | 21 septembre 1980 à Washington |
|  | A6 Hurricane de Houston              | A6 Hurricane de Houston              | 1 - 1 - 0                      | 1 - 1 - 0                      | A3 Drillers d'Edmonton         | A3 Drillers d'Edmonton         | 0 - 2 (2) - 0              | 0 - 2 (2) - 0              |                            |                            |  |  |                         |                         |                         |                         |  |  | 21 septembre 1980 à Washington | 21 septembre 1980 à Washington | 21 septembre 1980 à Washington | 21 septembre 1980 à Washington |
|  | 28 et 31 août 1980                   |                                      |                                |                                | A3 Drillers d'Edmonton         | A3 Drillers d'Edmonton         | 0 - 2 (2) - 0              | 0 - 2 (2) - 0              |                            |                            |  |  |                         |                         |                         |                         |  |  | 21 septembre 1980 à Washington | 21 septembre 1980 à Washington | 21 septembre 1980 à Washington | 21 septembre 1980 à Washington |
|  |                                      |                                      | A4 Strikers de Fort Lauderdale | A4 Strikers de Fort Lauderdale | 1 - 2 (1) - 3                  | 1 - 2 (1) - 3                  |                            |                            |                            |                            |  |  |                         |                         |                         |                         |  |  | 21 septembre 1980 à Washington | 21 septembre 1980 à Washington | 21 septembre 1980 à Washington | 21 septembre 1980 à Washington |
|  | A4 Strikers de Fort Lauderdale       | A4 Strikers de Fort Lauderdale       | A4 Strikers de Fort Lauderdale | A4 Strikers de Fort Lauderdale | 1 - 2 (1) - 3                  | 1 - 2 (1) - 3                  | 2 - 0 - 0 (3)              | 2 - 0 - 0 (3)              |                            |                            |  |  |                         |                         |                         |                         |  |  | 21 septembre 1980 à Washington | 21 septembre 1980 à Washington | 21 septembre 1980 à Washington | 21 septembre 1980 à Washington |
|  | A4 Strikers de Fort Lauderdale       | A4 Strikers de Fort Lauderdale       | 3 et 7 septembre 1980          |                                |                                |                                | 2 - 0 - 0 (3)              | 2 - 0 - 0 (3)              |                            |                            |  |  |                         |                         |                         |                         |  |  | 21 septembre 1980 à Washington | 21 septembre 1980 à Washington | 21 septembre 1980 à Washington | 21 septembre 1980 à Washington |
|  | A5 Surf de Californie                | A5 Surf de Californie                | 1 - 2 - 0 (2)                  | 1 - 2 - 0 (2)                  |                                |                                |                            |                            |                            |                            |  |  |                         |                         |                         |                         |  |  | 21 septembre 1980 à Washington | 21 septembre 1980 à Washington | 21 septembre 1980 à Washington | 21 septembre 1980 à Washington |
|  | A5 Surf de Californie                | A5 Surf de Californie                | 1 - 2 - 0 (2)                  | 1 - 2 - 0 (2)                  | A4 Strikers de Fort Lauderdale | A4 Strikers de Fort Lauderdale | 0                          | 0                          |                            |                            |  |  |                         |                         |                         |                         |  |  |                                |                                |                                |                                |
|  | 28 et 31 août 1980                   |                                      |                                |                                | A4 Strikers de Fort Lauderdale | A4 Strikers de Fort Lauderdale | 0                          | 0                          |                            |                            |  |  |                         |                         |                         |                         |  |  |                                |                                |                                |                                |
|  |                                      |                                      | N1 Cosmos de New York          | N1 Cosmos de New York          | 3                              | 3                              |                            |                            |                            |                            |  |  |                         |                         |                         |                         |  |  |                                |                                |                                |                                |
|  | N1 Cosmos de New York                | N1 Cosmos de New York                | N1 Cosmos de New York          | N1 Cosmos de New York          | 3                              | 3                              | 3 - 8                      | 3 - 8                      |                            |                            |  |  |                         |                         |                         |                         |  |  |                                |                                |                                |                                |
|  | N1 Cosmos de New York                | N1 Cosmos de New York                |                                |                                |                                |                                |                            | 3 - 8                      |                            |                            |  |  |                         |                         |                         |                         |  |  |                                |                                |                                |                                |
|  | N8 Roughnecks de Tulsa               | N8 Roughnecks de Tulsa               | 1 - 1                          | 1 - 1                          |                                |                                |                            |                            |                            |                            |  |  |                         |                         |                         |                         |  |  |                                |                                |                                |                                |
|  | N8 Roughnecks de Tulsa               | N8 Roughnecks de Tulsa               | 1 - 1                          | 1 - 1                          | N1 Cosmos de New York          | N1 Cosmos de New York          | 3 - 0 - 3                  | 3 - 0 - 3                  |                            |                            |  |  |                         |                         |                         |                         |  |  |                                |                                |                                |                                |
|  | 27 et 30 août 1980                   |                                      |                                |                                | N1 Cosmos de New York          | N1 Cosmos de New York          | 3 - 0 - 3                  | 3 - 0 - 3                  |                            |                            |  |  |                         |                         |                         |                         |  |  |                                |                                |                                |                                |
|  |                                      |                                      | N3 Tornado de Dallas           | N3 Tornado de Dallas           | 2 - 3 - 0                      | 2 - 3 - 0                      |                            |                            |                            |                            |  |  |                         |                         |                         |                         |  |  |                                |                                |                                |                                |
|  | N3 Tornado de Dallas                 | N3 Tornado de Dallas                 | N3 Tornado de Dallas           | N3 Tornado de Dallas           | 2 - 3 - 0                      | 2 - 3 - 0                      | 1 - 2                      | 1 - 2                      |                            |                            |  |  |                         |                         |                         |                         |  |  |                                |                                |                                |                                |
|  | N3 Tornado de Dallas                 | N3 Tornado de Dallas                 | 3 et 5 septembre 1980          |                                |                                |                                | 1 - 2                      | 1 - 2                      |                            |                            |  |  |                         |                         |                         |                         |  |  |                                |                                |                                |                                |
|  | N6 Kicks du Minnesota                | N6 Kicks du Minnesota                | 0 - 0                          | 0 - 0                          |                                |                                |                            |                            |                            |                            |  |  |                         |                         |                         |                         |  |  |                                |                                |                                |                                |
|  | N6 Kicks du Minnesota                | N6 Kicks du Minnesota                | 0 - 0                          | 0 - 0                          | N1 Cosmos de New York          | N1 Cosmos de New York          | 2 - 3                      | 2 - 3                      |                            |                            |  |  |                         |                         |                         |                         |  |  |                                |                                |                                |                                |
|  | 27 et 30 août 1980                   |                                      |                                |                                | N1 Cosmos de New York          | N1 Cosmos de New York          | 2 - 3                      | 2 - 3                      |                            |                            |  |  |                         |                         |                         |                         |  |  |                                |                                |                                |                                |
|  |                                      |                                      | N4 Aztecs de Los Angeles       | N4 Aztecs de Los Angeles       | 1 - 1                          | 1 - 1                          |                            |                            |                            |                            |  |  |                         |                         |                         |                         |  |  |                                |                                |                                |                                |
|  | N4 Aztecs de Los Angeles             | N4 Aztecs de Los Angeles             | N4 Aztecs de Los Angeles       | N4 Aztecs de Los Angeles       | 1 - 1                          | 1 - 1                          | 0 - 1 (5) - 2              | 0 - 1 (5) - 2              |                            |                            |  |  |                         |                         |                         |                         |  |  |                                |                                |                                |                                |
|  | N4 Aztecs de Los Angeles             | N4 Aztecs de Los Angeles             |                                |                                |                                |                                |                            | 0 - 1 (5) - 2              |                            |                            |  |  |                         |                         |                         |                         |  |  |                                |                                |                                |                                |
|  | N5 Diplomats de Washington           | N5 Diplomats de Washington           | 1 - 1 (4) - 0                  | 1 - 1 (4) - 0                  |                                |                                |                            |                            |                            |                            |  |  |                         |                         |                         |                         |  |  |                                |                                |                                |                                |
|  | N5 Diplomats de Washington           | N5 Diplomats de Washington           | 1 - 1 (4) - 0                  | 1 - 1 (4) - 0                  | N4 Aztecs de Los Angeles       | N4 Aztecs de Los Angeles       | 3 - 0 - 1 (2)              | 3 - 0 - 1 (2)              |                            |                            |  |  |                         |                         |                         |                         |  |  |                                |                                |                                |                                |
|  | 27 et 30 août 1980                   |                                      |                                |                                | N4 Aztecs de Los Angeles       | N4 Aztecs de Los Angeles       | 3 - 0 - 1 (2)              | 3 - 0 - 1 (2)              |                            |                            |  |  |                         |                         |                         |                         |  |  |                                |                                |                                |                                |
|  |                                      |                                      | N2 Sounders de Seattle         | N2 Sounders de Seattle         | 0 - 4 - 1 (0)                  | 0 - 4 - 1 (0)                  |                            |                            |                            |                            |  |  |                         |                         |                         |                         |  |  |                                |                                |                                |                                |
|  | N2 Sounders de Seattle               | N2 Sounders de Seattle               | N2 Sounders de Seattle         | N2 Sounders de Seattle         | 0 - 4 - 1 (0)                  | 0 - 4 - 1 (0)                  | 2 a. p. - 3                | 2 a. p. - 3                |                            |                            |  |  |                         |                         |                         |                         |  |  |                                |                                |                                |                                |
|  | N2 Sounders de Seattle               | N2 Sounders de Seattle               |                                |                                |                                |                                |                            | 2 a. p. - 3                |                            |                            |  |  |                         |                         |                         |                         |  |  |                                |                                |                                |                                |
|  | N7 Whitecaps de Vancouver            | N7 Whitecaps de Vancouver            | 1 - 1                          | 1 - 1                          |                                |                                |                            |                            |                            |                            |  |  |                         |                         |                         |                         |  |  |                                |                                |                                |                                |
|  | N7 Whitecaps de Vancouver            | N7 Whitecaps de Vancouver            | 1 - 1                          | 1 - 1                          |                                |                                |                            |                            |                            |                            |  |  |                         |                         |                         |                         |  |  |                                |                                |                                |                                |
|  |                                      |                                      |                                |                                |                                |                                |                            |                            |                            |                            |  |  |                         |                         |                         |                         |  |  |                                |                                |                                |                                |

## Récompenses individuelles
| Trophée                            | Joueur            | Club                |
| ---------------------------------- | ----------------- | ------------------- |
| Meilleur joueur (saison régulière) | Roger Davies      | Sounders de Seattle |
| Meilleur joueur (finale)           | Giorgio Chinaglia | Cosmos de New York  |
| Meilleur buteur                    | Giorgio Chinaglia | Cosmos de New York  |
| Meilleur rookie                    | Jeff Durgan       | Cosmos de New York  |
| Meilleur entraîneur                | Alan Hinton       | Sounders de Seattle |